# Mademoiselle Général
Pour plus de détails, voir Fiche technique et Distribution.
Mademoiselle Général (Flirtation Walk) est un film musical américain réalisé par Frank Borzage, sorti en 1934.

## Synopsis
Basé à Hawaï, le cadet Dick s'éprend de Kit, la fille du Général Fitts. Pour éviter un scandale, ils mettent fin à leur relation, et Dick demande à être transféré à West Point où il envisage d'organiser le spectacle annuel. Il y rencontre soudain Kit, qui vient d'arriver, car son père est le nouveau commandant. Pour compliquer les choses, elle souhaite jouer dans le spectacle.

## Fiche technique
- Titre français : Mademoiselle Général
- Titre original : Flirtation Walk
- Réalisation : Frank Borzage
- Scénario : Delmer Daves
- Direction artistique : Jack Okey
- Costumes : Orry-Kelly
- Photographie : George Barnes et Sol Polito
- Son : Everett Alton Brown et C.A. Riggs
- Montage : William Holmes
- Musique : Leo F. Forbstein
  - Chansons : "Flirtation Walk", "I See Two Lovers", "Mr. and Mrs. Is the Name", "When Do We Eat?", "Smoking in the Dark", et "No Horse, No Wife, No Mustache", paroles et musique de Allie Wrubel et Mort Dixon
- Production : Robert Lord
- Société de production : First National Pictures
- Sociétés de distribution : Warner Bros.
- Pays de production :  États-Unis
- Langue originale : anglais américain
- Format : noir et blanc – 35 mm — 1,37:1 — son : mono
- Genre : film musical, romance
- Durée : 97 min
- Dates de sortie :
  - États-Unis : 1er décembre 1934
  - France : 5 avril 1935

## Distribution
- Dick Powell : Richard Palmer Grant 'Canary' / 'Dick' / 'Dickie Boy' Dorcy
- Ruby Keeler : Kathleen 'Kit' Fitts
- Pat O'Brien : Sergent 'Scrapper' Thornhhill
- Ross Alexander : Cadet Oscar 'Oskie' Berry
- John Arledge : Cadet 'Spike' Dukowe
- John Eldredge : Lieutenant Robert Biddle
- Henry O'Neill : Général John Brent 'Jack' Fitts
- Guinn 'Big Boy' Williams : Sleepy
- Frederick Burton : Général Landacre
- John Darrow : Chase
- Glen Boles : 'Eight Ball'

Acteurs non crédités :
- Maude Turner Gordon : la douairière au spectacle
- Gertrude Keeler
- Frances Lee
- Tyrone Power